# Pietà per i giusti
Pietà per i giusti (Detective Story) è un film del 1951 diretto da William Wyler.

## Trama
Figlio d'un uomo dagli istinti criminali che ha tormentato sua moglie fino a farla morire, il giovane ispettore di polizia Jim McLeod nutre contro il delitto un odio implacabile, che fa di lui un persecutore inesorabile dei delinquenti. Al 21º distretto, dove lavora, Jim segue con particolare attenzione l'attività criminosa d'un certo dottor Schneider, medico dedito ad illecite pratiche abortive, radiato dall'albo. Ad un certo punto Schneider decide di costituirsi. Jim crede di avere delle prove e delle testimonianze sicure contro di lui; ma una testimone si lascia comprare e una donna, che Schneider ha ridotto in fin di vita, muore prima d'averlo potuto riconoscere. In un impeto di collera, Jim maltratta il delinquente. Contro l'ispettore viene aperta un'inchiesta disciplinare: risulta dalle indagini che Mary, la moglie di Jim, alcuni anni prima di sposarlo, s'è sottoposta alle pratiche illecite del dottor Schneider. Jim però ignorava questi precedenti di sua moglie...

## Riconoscimenti
Candidatura premio Oscar per la miglior regia a William Wyler. Candidatura premio Oscar per la migliore attrice protagonista a Eleanor Parker. Candidatura premio Oscar per la migliore attrice non protagonista a Lee Grant. Candidatura premio Oscar per la migliore sceneggiatura a Philip Yordan e Robert Wyler. Presentato in concorso al Festival di Cannes 1952, è valso a Lee Grant il premio per la migliore interpretazione femminile. Nel 1951 il National Board of Review of Motion Pictures lo ha inserito nella lista dei migliori dieci film dell'anno.